# Teleangectasia emorragica ereditaria
La teleangectasia emorragica ereditaria, (abbreviata internazionalmente con l'acronimo HHT, cioè Hereditary Hemorrhagic Teleangiectasia) è conosciuta anche col nome di malattia di Rendu-Osler-Weber, in onore degli scopritori. Si tratta di una displasia a carico del sistema vascolare che colpisce i vasi sanguigni (soprattutto capillari e venule). L'HHT fa parte del gruppo delle malattie rare.

## Segni e sintomi
L'HHT è una malattia ereditaria che causa anomalie vascolari. È infatti caratterizzata da connessione diretta tra vene e arterie senza frapposizione di capillari. I vasi anormali risultano fragili e predisposti al sanguinamento. Le malformazioni vascolari che riguardano i piccoli vasi sono dette teleangectasie, quelle dei grossi vasi sono, invece, chiamate malformazioni artero venose (MAV). Le teleangectasie (vasi superficiali che presentano dilatazioni puntiformi o diramazioni a stella, di colore rosso-violaceo) compaiono sul viso e sulle labbra, sulla mucosa orale e sulla lingua, sulla mucosa nasale, sui polpastrelli delle dita delle mani, sulle orecchie e sulla testa. Gli organi interni che presentano MAV includono stomaco, fegato, polmoni e cervello e colonna vertebrale. Una sintomatologia propria dell'HHT non esiste. Il sintomo più frequente è l'epistassi (sangue dal naso) spontanea e ricorrente. I sanguinamenti da MAV del tratto digestivo, possono insorgere in tarda età ed essere causa di gravi anemie da carenza di ferro. La presenza di malformazioni vascolari, in organi come il cervello e i polmoni, possono dare emorragie che mettono seriamente in pericolo la vita. L'HHT comunque presenta manifestazioni cliniche eterogenee, rendendo quasi impossibile evidenziare in uno stesso individuo il quadro completo delle lesioni.

## Diagnosi
La diagnosi clinica di hht è basata sui criteri di Curaçao stabiliti nel giugno del 1999 da Scientific Advisory Board of the HHT Foundation International. I criteri di Curaçao sono i seguenti:
1. Epistassi spontanee e ricorrenti
2. Teleangiectasie multiple
3. MAV viscerali(polmone, fegato, cervello, colonna vertebrale)
4. Familiare di primo grado affetto da HHT

La diagnosi di HHT è classificata come certa se sono presenti 3 criteri, sospetta se sono presenti 2 criteri ed improbabile se sono presenti meno di 2 criteri.
Quando si sospetta l'HHT, l'esame clinico si concentra sul controllo della pelle per rilevare le teleangiectasie che si trovano solitamente sulle dita, polpastrelli e labbra. Le teleangiectasie possono essere rilevate molto frequentemente anche sulla lingua e il palato. Con l'ausilio di tecniche di indagine strumentali è, invece, possibile evidenziare l'interessamento di altri organi.
| Ossimetria e Radiografia del torace                     | MAV polmonari         |
| Risonanza magnetica nucleare con e senza contrasto      | MAV cerebrali         |
| Ecografia addominale con studio doppler                 | MAV epatiche          |
| Endoscopia superiore, Enteroscopia, Capsula endoscopica | MAV gastrointestinali |

## Genetica
L'HHT è per definizione una malattia ereditaria. In quasi tutti i casi di HHT si riscontra una storia familiare identificabile della malattia. L'HHT si trasmette con carattere autosomico dominante. La mutazione è portata da un allele dominante di un gene difettoso che è presente su un autosoma (cromosoma non sessuale). Vi è una probabilità su due che un individuo con HHT abbia un figlio affetto. Sono state descritte quattro forme:
| Nome                                                  | Omim   | Gene /locus             | Descrizione |
| ----------------------------------------------------- | ------ | ----------------------- | --- |
| HHT1                                                  | 187300 | Endoglina (9q33-q34.1). | Endoglina è un corecettore di TGFβ1 (fattore di crescita trasformante beta 1) e TGFβ3. Esso interagisce anche con zyxin / ZRP-1 con il suo dominio intracellulare, per controllare la composizione delle adesioni focali e disciplinare l'organizzazione di filamenti di actina. Questa forma predispone per MAV polmonare ed epistassi in giovane età |
| HHT2                                                  | 600376 | ALK-1 (12q11-q14)       | ALK-1 (activina receptor-like chinasi 1) è un recettore TGFβ1. Minore prevalenza di MAV polmonare ed epistassi in tarda età, ma con un aumento del rischio di ipertensione polmonare (presumibilmente a causa di un'alterazione della via di segnalazione di TGFβ o di altre vie correlate, che possono portare a malformazioni vascolari).            |
| HHT3                                                  | 601101 | 5q31.3-5q32             | |
| Sindrome combinata di Poliposi giovanile e HHT (JPHT) | 175050 | SMAD4 a 18q21.1         | |
| HHT4                                                  | 610655 | 7p14                    | Individuato nel settembre 2006. |

E ' possibile rilevare nei pazienti la presenza di mutazioni in Endoglina, ALK-1 e SMAD4. Quando la mutazione è stata riscontrata in un individuo affetto è possibile testare i familiari in modo da identificare le persone a rischio di sviluppare la malattia.

## Fisiopatologia
Il meccanismo alla base della formazione delle malformazioni vascolari non è completamente chiarito, ma sembra molto probabile che sia coinvolta la via di segnalazione di transforming growth factor-β1. Un difetto della via di segnalazione di TGF-β influenza negativamente il tessuto connettivo preposto a sostenere e guidare i vasi sanguigni durante la fase di proliferazione dell'angiogenesi. Ciò pare provochi fragilità della parete vascolare, dilatazione dei vasi (teleangiectasia, fistole) e conseguente rottura.

## Trattamento
Non esiste un trattamento specifico per l'HHT. Non è possibile prevenire le lesioni, ma è possibile intervenire quando esse sono causa di rischio significativo e di gravi complicanze. Per esempio l'epistassi grave, che negli anni passati era trattata dai medici ORL con la cauterizzazione dei vasi, oggi è affrontata mediante dermoplastica del setto o anche chiusura delle cavità nasali. I primi risultati indicano che la laser terapia e la termocoagulazione con argon plasma risultano promettenti contro l'epistassi recidivante. I sanguinamenti di MAV del tratto digestivo possono causare anemia, e quindi, richiedere ripetute trasfusioni di sangue, somministrazione di ferro per via endovenosa, ed eventuale terapia ablativa con cauterizzazione. La terapia estrogenica sembra essere efficace nel trattamento di emorragie gastrointestinali croniche. Raramente MAV del fegato possono causare insufficienza epatica e scompenso cardiaco tali da richiedere un trapianto di fegato. Infine, è consigliata una profilassi antibiotica, ad ogni paziente con MAV polmonari, in caso sia sottoposto ad intervento odontoiatrico.

## Epidemiologia
L'HHT ha una vasta distribuzione geografica. Colpisce in ugual modo maschi e femmine.
L'incidenza dell'HHT in Europa è stata stimata intorno ad 1-2 casi su 10 000 abitanti. Nella contea danese di Funen l'incidenza di HHT era di 13.6 casi su 100 000 abitanti nel 1974. Negli USA la frequenza è di 1 caso su 16 500 abitanti. La più alta percentuale è stata riscontrata nelle Antille olandesi con una stima di 1 caso su 200 abitanti e di 1 su 1 331 a Curaçao.